# Hron
Pour l’article ayant un titre homophone, voir Rhône (homonymie).
Pour les articles homonymes, voir Gran.
Le Hron (en latin : Granus, en allemand : Gran, en hongrois : Garam) est un cours d'eau de Slovaquie et un affluent à la rive gauche du Danube. Long de 298 km, il s'agit de la deuxième plus longue rivière de Slovaquie. 

## Géographie
Il s'écoule à partir de sa source située dans les montagnes des Basses Tatras à travers la Slovaquie centrale et méridionale, se jetant dans le Danube à proximité de Štúrovo et d'Esztergom. 
Les villes importantes située sur le Hron sont Brezno, Banská Bystrica, Sliač, Zvolen, Žiar nad Hronom, Žarnovica, Nová Baňa, Tlmače, Levice, Želiezovce et Štúrovo.
Le nom de la rivière fut mentionné pour la première fois en 170 quand l'empereur romain Marc Aurèle écrivit ses Pensées pour moi-même au Hron (Granus).